# Velký Raputovský rybník
Velký Raputovský rybník este o arie protejată (arie specială de conservare — SAC, sit de importanță comunitară — SCI) din Republica Cehă întinsă pe o suprafață de 10,48 ha, integral pe uscat.

## Localizare
Centrul sitului Velký Raputovský rybník este situat la coordonatele 49°31′54″N 13°50′29″E / 49.531667°N 13.841389°E.

## Înființare
Situl Velký Raputovský rybník a fost declarat sit de importanță comunitară în aprilie 2005 pentru a proteja 2 specii de animale. Situl a fost protejat și ca arie specială de conservare în octombrie 2014.

## Biodiversitate
Situată în ecoregiunea continentală, aria protejată nu include niciun habitat protejat.
La baza desemnării sitului se află mai multe specii protejate de  amfibieni (2): buhai de baltă cu burta roșie (Bombina bombina), triton cu creastă (Triturus cristatus).